# هارييت فان هورن
هارييت فـان هورن (بالإنجليزية: Harriet Van Horne)‏ هي صحفية أمريكية، ولدت في 17 مايو 1920، وتوفيت في 15 يناير 1998 بسبب سرطان الثدي.

## وصلات خارجية
- هارييت فـان هورن على موقع IMDb (الإنجليزية)